# Bazian
Bazian település Franciaországban, Gers megyében. Lakosainak száma 103 fő (2022. január 1.). Bazian Caillavet, Cazaux-d’Anglès, Riguepeu, Roquebrune és Tudelle községekkel határos.

## Népesség
A település népességének változása:
| Lakosok száma | 171  | 129  | 102  | 109  | 111  | 121  | 112  | 108  | 109  | 103  |
|               | 1968 | 1982 | 1999 | 2006 | 2011 | 2015 | 2017 | 2018 | 2020 | 2022 |